# Gudrun Goeseke
Gudrun Goeseke (née Gudrun Mücke) est une orientaliste allemande née le 21 avril 1925 à Meissen et morte le 23 février 2008 à Halle-sur-Saale. Elle a dirigé la bibliothèque de la Société orientale allemande à Halle jusqu’en 1987 et assuré la sauvegarde des archives de la communauté juive de Halle.  

## Biographie
Gudrun Goeseke est née à Meissen, où sa famille, originaire de Rybnik, s’est installée à la suite de la cession par la Prusse de la province de Haute-Silésie à la Pologne. Son père, Albert Mücke, est condamné pour haute trahison par le régime national-socialiste. Il survit à la guerre mais meurt en 1956 des suites des tortures subies en prison. 
Gudrun Goeseke étudie les langues et cultures orientales et sémitiques, d’abord à Leipzig, puis à Halle-sur-Saale. Elle obtient son diplôme de fin d’études en 1953 avec un mémoire sur la congruence grammaticale dans la langue du Coran, mais doit renoncer à réaliser une thèse.  
Elle intervient auprès de l’Académie des sciences en tant que collaboratrice indépendante à la commission d’histoire des religions de l’Antiquité tardive et devient chargée de cours en arabe littéral moderne en 1959. Elle dirige la bibliothèque de la Société orientale allemande à Halle de 1961 à 1987. 
Le 12 décembre 1988, elle rejoint la communauté juive. En 1989, elle met au jour le scandale entourant l’identité de la présidente de la communauté juive de Halle, Karin Mylius, dont elle dénonce la non-judéité à travers un article publié dans le samizdat du groupe de travail écologiste hallois. Elle participe bénévolement aux travaux menés par l’organisation Aktion Sühnezeichen sur le cimetière juif, alors abandonné, et rédige le texte hébreu destiné au mémorial de la Jerusalemer Platz de Halle. Par ailleurs, elle prend contact avec les membres survivants des familles des Juifs hallois assassinés pendant la Shoah pour leur proposer de leur transmettre des informations relatives au sort de leurs biens. Elle est membre du premier conseil municipal de la ville de Halle-sur-Saale élu après la réunification, ainsi que membre fondatrice et présidente d’honneur de l’association d’histoire contemporaine Verein Zeit-Geschichte(n) Halle e.V.

## Sauvegarde des archives de la communauté juive de Halle-sur-Saale
En 1978, Gudrun Goeseke découvre dans la cave du local de la communauté juive de Halle-sur-Saale, situé sur la Große Märkerstraße, des documents d’archives supposés disparus après la Seconde Guerre mondiale. Malgré les résistances que lui oppose la présidente communautaire de l’époque, Karin Mylius, elle décide de sauvegarder ces documents, dont elle entreprend l’étude et le classement durant son temps libre. Aujourd’hui, ces documents sont conservés dans les archives municipales de Halle sous le nom de « Zeit-Geschichte(n) – Gudrun Goeseke ». Les informations dont nous disposons aujourd’hui sur les habitants juifs de Halle avant-guerre, ainsi que les Stolpersteine posés en leur mémoire par l’association Verein Zeit-Geschichte(n) en collaboration avec l’artiste Gunter Demnig, reposent sur ces documents et sur les recherches menées par Gudrun Goeseke. 

## Honneurs et récompenses
- En 2007, la communauté juive de Halle décerne à Gudrun Goeseke le Prix Emil Fackenheim[2].
- En 2015, le conseil municipal de Halle-sur-Saale décide de baptiser une rue d'après Gudrun Goeseke[3].